# Mixco Viejo
Mixco Viejo, del náhuatl (tierras de muchos bosques) también conocido como Jilotepeque Viejo, sin embargo su nombre original fue Chuwa Pek Q'eqak'ajol Nima´Ab´Äj´ del Kaqchikel que significa (frente a la cueva de la gran piedra de los hijos de la noche), es un sitio arqueológico situado en el nororiente del departamento de Chimaltenango, en Guatemala . Está ubicado en un cerro que domina la confluencia de los ríos Pixcayá y Motagua en el municipio de San Martín Jilotepeque. Fue la capital del reino maya chajomá y fue fundada en la cima de una montaña defensiva en el siglo XII d. C. La población máxima a principios del siglo XVI puede haber sido de alrededor de 10,000 personas. El sitio fue construido a inicios del siglo XII en la cima de un cerro rodeado de barrancos.
Anteriormente, se creía que Mixco fue el centro político de la Confederación Poqomam. El sitio arqueológico y atractivo turístico de Mixco Viejo recibió su nombre tras ser erróneamente asociado con la capital poqomam del Posclásico , mencionada con ese nombre en los registros coloniales. Actualmente, el sitio arqueológico se identifica como Jilotepeque Viejo, capital del reino Chajoma. Para distinguir entre ambas, las ruinas de la capital Chajoma se conocen ahora como Mixco Viejo (Jilotepeque Viejo), mientras que la antigua capital poqomam se conoce como Mixco Viejo (Chinautla Viejo). 
Originalmente se llamaba Chuwapek Q’eqak’ajol Nima Ab’aj ("frente a la cueva de la gran piedra de los hijos de la noche"). Alrededor del año 1470 fue conquistado por el pueblo kaqchikel y su nombre fue cambiado por los índigenas mexicanos auxiliares de los españoles a Jilotep'ek (Jilotepeque). Se estima que llegó a tener un población de 10 000 habitantes a inicios del siglo XVI. Mixco Viejo fue conquistado y destruido por los tropas de Pedro de Alvarado en 1525, después de un asedio de más de tres meses. 
Las ruinas se dividen en 15 grupos con por lo menos 120 estructuras mayores, que incluyen templos, palacios y dos canchas de juego de pelota. 
Entre 1954 y 1967 se llevaron a cabo excavaciones arqueológicas bajo la dirección del arqueólogo Henri Lehmann, del Musée de l'Homme de París. Posteriormente algunos templos y pirámides fueron reconstruidos.
El sitio está abierto al turismo todos los días del año.